# Brian Harrison
Brian Harrison (ur. 1945 w Sydney, Australia) – australijski ksiądz i teolog. Zajmuje się m.in. apologetyką. W latach (1989–2007) był emerytowanym profesorem teologii na Pontifical Catholic University of Puerto Rico. Harrison został ochrzczony we wspólnocie metodystów a dorastał w kościele prezbiteriańskim. Kilka lat spędził na luterańskich misjach w Nowej Gwinei, gdzie nawrócił się na katolicyzm w 1972 roku. Najbardziej znaną publikacją Harrisona jest "Religious Liberty and Contraception" (Melbourne: John XXIII Fellowship, 1988) w której dowodzi doktrynalnej ciągłości między deklaracją Soboru Watykańskiego II o wolności religijnej Dignitatis Humanae a wcześniejszymi encyklikami o kościele, państwie i tolerancji religijnej.